# العلاقات الأمريكية البيلاروسية
العلاقات الأمريكية البيلاروسية هي العلاقات الثنائية التي تجمع بين الولايات المتحدة وروسيا البيضاء.

## مقارنة بين البلدين
هذه مقارنة عامة ومرجعية للدولتين:
| وجه المقارنة                                              | الولايات المتحدة                                                                                                  | روسيا البيضاء                    |
| --------------------------------------------------------- | --- | -------------------------------- |
| المساحة (كم2)                                             | 9.83 مليون | 207.60 ألف                       |
| عدد السكان (نسمة)                                         | 311.58 مليون | 9.50 مليون                       |
| الكثافة السكانية (ن./كم²)                                 | 31.7 | 45.76                            |
| العاصمة                                                   | واشنطن العاصمة | مينسك                            |
| اللغة الرسمية                                             | لغة إنجليزية | اللغة البيلاروسية، اللغة الروسية |
| العملة                                                    | دولار أمريكي | روبل بلاروسي                     |
| الناتج المحلي الإجمالي (بليون دولار)                      | 19.39 تريليون | 54.44 مليار                      |
| الناتج المحلي الإجمالي (تعادل القوة الشرائية) بليون دولار | 18.04 تريليون | 168.35 مليار                     |
| الناتج المحلي الإجمالي الاسمي للفرد دولار أمريكي          | 56.12 ألف | 5.74 ألف                         |
| الناتج المحلي الإجمالي للفرد دولار أمريكي                 | 54.63 ألف | 18.18 ألف                        |
| مؤشر التنمية البشرية                                      | 0.920 | 0.798                            |
| رمز المكالمات الدولي                                      | +1 | +375                             |
| رمز الإنترنت                                              | .us، حكومة، .mil، Edu.                                                                                            | .by، .бел                        |
| المنطقة الزمنية                                           | توقيت ساموا الأمريكية، توقيت أطلنطي موحد، منطقة زمنية وسطى، توقيت ألاسكا ‏، المنطقة الزمنية الجبلية، توقيت تشامرو ‏ | ت ع م+03:00                      |

## مدن متوأمة
في ما يلي قائمة باتفاقيات التوأمة بين مدن أمريكية وبيلاروسية:
- ترتبط بيكرسفيلد مع مينسك باتفاقية توأمة.
- ترتبط ديترويت مع مينسك باتفاقية توأمة منذ 2003.

## منظمات دولية مشتركة
يشترك البلدان في عضوية مجموعة من المنظمات الدولية، منها:
| علم المنظمة | اسم المنظمة                               | تاريخ انضمام الولايات المتحدة | تاريخ انضمام روسيا البيضاء |
| ----------- | ----------------------------------------- | ----------------------------- | -------------------------- |
|             | وكالة ضمان الاستثمار متعدد الأطراف        | 12 أبريل 1988                 | 3 ديسمبر 1992              |
|             | منظمة الأمن والتعاون في أوروبا            | 25 يونيو 1973                 | 30 يناير 1992              |
|             | الاتحاد الدولي للاتصالات                  | 1 يوليو 1908                  | 7 مايو 1947                |
|             | يونسكو                                    | 4 نوفمبر 1946                 | 12 مايو 1954               |
|             | مجموعة الموردين النوويين                  | ?                             | ?                          |
|             | الأمم المتحدة                             | 24 أكتوبر 1945                | 24 أكتوبر 1945             |
|             | المركز الدولي لتسوية المنازعات الاستشارية | 14 أكتوبر 1966                | 9 أغسطس 1992               |
|             | البنك الدولي للإنشاء والتعمير             | 27 ديسمبر 1945                | 10 يوليو 1992              |
|             | مؤسسة التمويل الدولية                     | 20 يوليو 1956                 | 2 نوفمبر 1992              |
|             | منظمة الشرطة الجنائية الدولية             | ?                             | ?                          |
|             | الاتحاد البريدي العالمي                   | ?                             | ?                          |
|             | منظمة حظر الأسلحة الكيميائية              | ?                             | ?                          |
|             | اتفاقية السماوات المفتوحة                 | ?                             | ?                          |

## أعلام
هذه قائمة لبعض الشخصيات التي تربطها علاقات بالبلدين:
- باربارا بياسيكا جونسون (جامعة تحف من الولايات المتحدة الأمريكية، 25 فبراير 1937[26][27][28] – 1 أبريل 2013[27][29])
- تشاك ويبنير (ملاكم من الولايات المتحدة الأمريكية، 26 فبراير 1939 – )
- ديبي ديكنسون (عارضة من الولايات المتحدة الأمريكية، 30 ديسمبر 1957 – )
- ديك دالي (4 مايو 1937[30][31] – 16 مارس 2019)
- ستيفن تيلور (26 مارس 1948[32][33] – )
- ليون كولغوش (5 مايو 1873[34] – 29 أكتوبر 1901[34][35][36])
- مادلين بايلي (مغنية أمريكية، 2 سبتمبر 1992 – )
- مالك وينز (لاعب كرة سلة أمريكي، 2 مايو 1991 – )

## وصلات خارجية
- موقع وزارة الخارجية الأمريكية
- موقع وزارة الخارجية البيلاروسية